# 上海交通大学马克思主义学院
马克思主义学院，为上海交通大学的一个学院，成立于2009年6月19日，负责全校学生思想政治理论课的教学、研究及管理，包括承担形势与政策及中国近现代史纲要、思想道德修养与法律基础、马克思主义基本原理概论、毛泽东思想与中国特色社会主义理论体系概论和研究生政治理论课的教学。